# Didemnum cerebrale
Didemnum cerebrale är en sjöpungsart som beskrevs av Wilhelm Michaelsen 1920. Didemnum cerebrale ingår i släktet Didemnum och familjen Didemnidae. Inga underarter finns listade i Catalogue of Life.